# FK Presnia Moscou
Maillots
Le Presnia Moscou (russe : «Пресня» Москва) est un club de football russe basé à Moscou fondé en 1978 et disparu en 2006. Il a notamment évolué au sein de la première division russe lors des saisons 1992 et 1993

## Histoire

### Période soviétique (1978-1991)
Fondé en 1978 sous le nom Krasnaïa Presnia, le club a alors pour rôle principal de servir de club-école pour les jeunes joueurs du Spartak Moscou. Il est ainsi placé directement au sein de la première zone de la troisième division soviétique la même année, où il termine cependant largement dernier. Les premières années de son existence en général voient l'équipe stagner au bas du classement avant de connaître une montée rapidement à partir de 1981 avec une dixième place suivie d'une sixième position l'année suivante et enfin une place de deuxième en 1983 derrière le Znamia Trouda Orekhovo-Zouïevo. Retombant ensuite en milieu de tableau lors des deux saisons suivantes, il effectue en 1986 une saison exceptionnelle qui lui permet de terminer premier de la zone. Il échoue cependant à la promotion lors de la phase finale contre le Krylia Sovetov Kouïbychev et le Kapaz Gandja.
Les années suivants cet échec voit les performances de l'équipe se détériorer progressivement, celle-ci finissant cinquième en 1987 puis quatorzième l'année suivante avant d'aboutir en 1989 à une dix-neuvième place synonyme de relégation en quatrième division. Durant la saison 1990, dans le contexte des réformes de la Perestroïka permettant la création d'entreprises privées en Union soviétique, le club est racheté par l'homme d'affaires irakien Hussam Al-Khalidi qui le renomme dans la foulée Asmaral et en fait ainsi le premier club privé d'Union soviétique. Dans la foulée de ce rachat, l'équipe termine première de la cinquième zone du quatrième échelon et remonte directement au troisième niveau. Emmené par la suite par le célèbre entraîneur Konstantin Beskov, il continue ensuite sur sa lancée l'année suivante en remportant cette fois le groupe Ouest du troisième échelon.

### Période russe (1992-2006)
Après la dissolution de l'Union soviétique en fin d'année 1991, et du fait de sa performance cette année-là, le club est directement intégré au sein de la nouvelle première division russe. Placé dans le groupe B pour la première phase de la saison 1992, l'Asmaral se démarque comme une des meilleures équipes de la compétition et se classe deuxième du groupe à deux points du futur champion le Spartak Moscou, cette performance est notamment illustrée par une large victoire 8-3 contre le Zénith Saint-Pétersbourg le 6 août 1992. Ainsi qualifié dans le groupe pour le titre, le club se trouve cette fois en difficulté et termine finalement septième et avant-dernier au terme de l'exercice, ayant notamment concédé trente-six buts lors des quatorze rencontres de la deuxième phase. À l'issue de cette première saison, le financement de l'équipe est cependant drastiquement réduit pour la suite du fait des difficultés financières de son propriétaire et d'une probable perte d'intérêt de celui-ci pour le club, ce qui couplé au départ de Beskov débouche dès l'année suivante sur une dix-huitième et dernière place synonyme de relégation en deuxième division.
Malgré ces difficultés, l'Asmaral parvient tout de même à se maintenir facilement en 1994, se classant alors dixième. Ce répit n'est cependant que de courte durée, les Moscovites s'effondrant complètement la saison suivante et terminant largement dernier avec vingt-huit points en quarante-deux matchs. La dynamique se poursuite ensuite au troisième échelon avec une avant-dernière place dans le groupe Centre et une relégation en quatrième division pour la saison 1997, quatre ans à peine après sa relégation de l'élite. Bien que se plaçant quinzième de la troisième zone, le club profite de la dissolution du quatrième niveau professionnel pour faire son retour à l'échelon supérieur dès 1998. Il y termine cependant à nouveau parmi les relégables et perd cette fois son statut professionnel au terme de l'exercice. Il passe ensuite une saison dans la poule de la ville de Moscou avant de disparaître en fin d'année 1999.
Après un an d'inactivité, un nouveau club nommé Presnia est fondé en 2001 par Andreï Zelinski. Celui-ci intègre directement la quatrième division où il occupe de manière régulière les premières places avant d'être finalement promu au niveau professionnel en troisième division à l'issue de la saison 2004. Il se classe par la suite quinzième du groupe Ouest en 2005 mais finit par déclarer forfait au cours de la saison 2006 tandis que l'équipe disparaît à nouveau, cette fois de manière définitive.

## Bilan sportif

### Classements en championnat
La frise ci-dessous résume les classements successifs du club en championnat.

### Bilan par saison
Légende
- Promotion en division supérieure
- Relégation en division inférieure

| Saison | Championnat  | Championnat  | Championnat  | Championnat  | Championnat  | Championnat  | Championnat  | Championnat  | Championnat  | Championnat  | Coupe d'URSS        |
| Saison | Division     | Pos          | Pts          | J            | V            | N            | D            | BP           | BC           | Diff         | Coupe d'URSS        |
| ------ | ------------ | ------------ | ------------ | ------------ | ------------ | ------------ | ------------ | ------------ | ------------ | ------------ | ------------------- |
| 1978   | 3e Zone 1    | 24e          | 16           | 46           | 4            | 8            | 34           | 25           | 76           | -51          | —                   |
| 1979   | 3e Zone 1    | 18e          | 34           | 46           | 11           | 12           | 23           | 34           | 67           | -33          | —                   |
| 1980   | 3e Zone 1    | 17e          | 19           | 36           | 5            | 9            | 22           | 31           | 71           | -40          | —                   |
| 1981   | 3e Zone 1    | 10e          | 33           | 32           | 14           | 5            | 13           | 43           | 38           | +5           | —                   |
| 1982   | 3e Zone 1    | 6e           | 33           | 30           | 12           | 9            | 9            | 40           | 28           | +12          | —                   |
| 1983   | 3e Zone 1    | 2e           | 41           | 30           | 16           | 9            | 5            | 53           | 23           | +30          | —                   |
| 1984   | 3e Zone 1    | 13e          | 29           | 32           | 11           | 7            | 14           | 41           | 41           | 0            | —                   |
| 1985   | 3e Zone 1    | 7e           | 38           | 32           | 16           | 6            | 10           | 47           | 28           | +19          | —                   |
| 1986   | 3e Zone 1    | 1er          | 45           | 30           | 19           | 7            | 4            | 62           | 19           | +43          | —                   |
| 1987   | 3e Zone 1    | 5e           | 43           | 32           | 16           | 11           | 5            | 64           | 27           | +37          | Premier tour        |
| 1988   | 3e Zone 1    | 14e          | 34           | 38           | 13           | 8            | 17           | 44           | 49           | -5           | Seizièmes de finale |
| 1989   | 3e Zone 1    | 19e          | 31           | 42           | 11           | 9            | 22           | 44           | 62           | -18          | —                   |
| 1990   | 4e Zone 5    | 1er          | 52           | 32           | 24           | 4            | 4            | 63           | 17           | +46          | —                   |
| 1991   | 3e Centre    | 1er          | 62           | 42           | 24           | 14           | 4            | 86           | 32           | +54          | Seizièmes de finale |
| Saison | Championnat  | Championnat  | Championnat  | Championnat  | Championnat  | Championnat  | Championnat  | Championnat  | Championnat  | Championnat  | Coupe de Russie     |
| Saison | Division     | Pos          | Pts          | J            | V            | N            | D            | BP           | BC           | Diff         | Coupe de Russie     |
| 1992   | 1re          | 7e           | 35           | 32           | 14           | 7            | 11           | 51           | 57           | -6           | —                   |
| 1993   | 1re          | 18e          | 20           | 34           | 7            | 6            | 21           | 28           | 53           | -25          | Seizièmes de finale |
| 1994   | 2e           | 10e          | 42           | 42           | 17           | 8            | 17           | 57           | 55           | +2           | Huitièmes de finale |
| 1995   | 2e           | 22e          | 28           | 42           | 8            | 4            | 30           | 35           | 98           | -63          | Quatrième tour      |
| 1996   | 3e Centre    | 21e          | 28           | 42           | 8            | 4            | 30           | 33           | 92           | -59          | Seizièmes de finale |
| 1997   | 4e Zone 3    | 15e          | 45           | 40           | 14           | 3            | 23           | 50           | 77           | -27          | —                   |
| 1998   | 3e Centre    | 21e          | 31           | 40           | 9            | 4            | 27           | 42           | 75           | -33          | Deuxième tour       |
| 1999   | 4e Moscou    | 5e           | 64           | 34           | 21           | 1            | 12           | 75           | 39           | +36          | Quatrième tour      |
| 2000   | Club inactif | Club inactif | Club inactif | Club inactif | Club inactif | Club inactif | Club inactif | Club inactif | Club inactif | Club inactif | Club inactif        |
| 2001   | 4e Moscou    | 4e           | 83           | 36           | 27           | 2            | 7            | 87           | 27           | +60          | —                   |
| 2002   | 4e Moscou    | 2e           | 102          | 40           | 33           | 3            | 4            | 113          | 18           | +95          | —                   |
| 2003   | 4e Moscou    | 5e           | 66           | 36           | 21           | 3            | 12           | 88           | 46           | +42          | —                   |
| 2004   | 4e Moscou    | 1re          | 67           | 28           | 21           | 4            | 3            | 81           | 19           | +62          | —                   |
| 2005   | 3e Ouest     | 15e          | 24           | 32           | 5            | 9            | 18           | 32           | 54           | -22          | Quatrième tour      |
| 2006   | 3e Ouest     | Abandon      | Abandon      | Abandon      | Abandon      | Abandon      | Abandon      | Abandon      | Abandon      | Abandon      | Deuxième tour       |

## Personnalités

### Entraîneurs
La liste suivante présente les différents entraîneurs du club,.
- Sergueï Salnikov (1978)
- Anatoli Bachachkine (1979)
- Vladimir Soutchkov (1980)
- Aleksandr Piskariov (1981-1982)
- Fiodor Novikov (1983)
- Oleg Romantsev (1984-1987)
- Andreï Yakoubik (1988-1989)
- Viktor Nozdrine (1989)
- Andreï Komarov (1990)
- Vladimir Fedotov (1990)
- Konstantin Beskov (1991)
- Vladimir Fedotov (1991)
- Konstantin Beskov (1992)
- Nikolaï Khoudiev (1993)
- Valentin Ivanov (1994)
- Vladimir Beloussov (1994)
- Vladimir Mikhaïlov (1995-1998)
- Vladimir Medvedev (1998)
- Aleksandr Antonov (1998)
- Dmitri Bystrov (2001-2002)
- Boris Kopeïkine (2002)
- Dmitri Gorkov (2003-2005)
- Vladimir Ioulyguine (2006)

### Joueurs emblématiques
Les joueurs internationaux suivants ont joué pour le club. Ceux ayant évolué en équipe nationale lors de leur passage au Presnia sont marqués en gras.
- Youri Gavrilov
- Vassili Koulkov
- Aleksandr Mostovoï
- Oleg Sergueïev
- Aleksandr Prokhorov
- Sergueï Rodionov
- Andreï Yakoubik
- Sergueï Grichine
- Sergueï Semak
- Aleksandr Totchiline
- Algimantas Briaunis